# 徐化龍
徐化龍，浙江紹興府山陰縣人，清朝政治人物、同進士出身。

## 生平
順治二年（1645年）舉乙酉科順天鄉試，順治三年（1646年）丙戌科進士。顺治十五年，升任湖福建都转运盐使司运使。